# Anton Vlasov
Pour les articles homonymes, voir Vlassov.
Anton Vassilievitch Vlasov (en russe : Антон Васильевич Власов), né le 11 mai 1989 est un footballeur russe évoluant au poste de défenseur.

## Biographie
Il joue avec l'Équipe de Russie quand elle remporte le Championnat d'Europe des moins de 17 ans en 2006. En 2008, il joue avec les jeunes du CSKA 20 matchs et ne marque qu'un but mais reçoit 7 cartons jaunes et 1 carton rouge.
Il est prêté au FK Anji Makhatchkala pour la saison 2009. Au FC Volga en 2010. Puis au Gazovik Orenbourg pour 2011.

## Palmarès
- Champions d'Europe des moins de 17 ans en 2006.